# Crotalaria novae-hollandiae
Crotalaria novae-hollandiae är en ärtväxtart som beskrevs av Dc.. Crotalaria novae-hollandiae ingår i släktet sunnhampor, och familjen ärtväxter. Utöver nominatformen finns också underarten C. n. lasiophylla.

## Bildgalleri

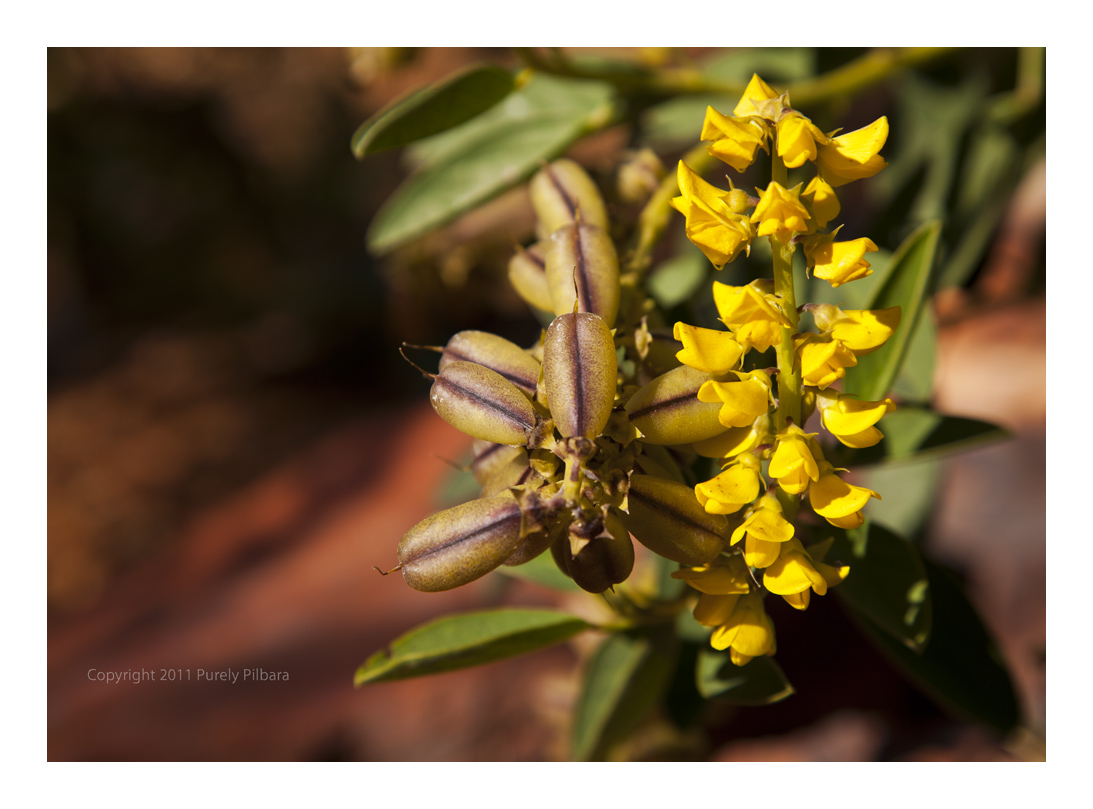